# Emmanuel-François de Bausset-Roquefort
Pour les articles homonymes, voir Bausset.
Emmanuel-François de Bausset-Roquefort  né à Marseille le 31 décembre 1731 et mort à Fiume le 10 février 1802 est un ecclésiastique français.
Il fut évêque de Fréjus de 1766 à 1801.

## Biographie
Emmanuel-François de Bausset-Roquefort est issu d'une famille originaire d'Aubagne en Provence. Il est le fils de Michel-Jean-Baptiste (mort en 1757), marquis de Roquefort et de Thérèse Marie de Gantel-Guitton (mort en 1772) et le neveu de Joseph-Bruno de Bausset de Roquefort évêque de Béziers. Chanoine, camérier puis vicaire général de son oncle dans le diocèse de Béziers, abbé commendataire de l'abbaye cistercienne de Flaran, il est également l'oncle du futur évêque de Vannes Pierre-Ferdinand de Bausset-Roquefort qui émigre avec lui.
Agent général du clergé de France en 1764 en remplacement de Antoine-Éléonor-Léon Leclerc de Juigné, promu à l'évêché de Châlons, il est secrétaire de l'Assemblée du clergé de 1765-1766. Il est désigné comme évêque de Fréjus après la fin de son mandat en 1766, confirmé le 6 août et consacré le 31 du même mois par Christophe de Beaumont du Repaire, l'archevêque de Paris dans l'église Saint-Roch de Paris en même temps que l'évêque d'Avranches, Joseph François de Malide et l'évêque de Saint-Brieuc, François Bareau de Girac. À Fréjus il fait assainir les marais de l'ancien port romain et rebâtir le séminaire. Il dote son diocèse d'un nouveau catéchisme et d'un bréviaire. Il est abbé de l'abbaye de Flaran de 1767 à 1790.
Lors de la promulgation de la Constitution civile du clergé, il refuse le serment et émigre d'abord à Nice dans les États de Savoie. Il se retire ensuite à Ferrare puis à Venise. Après la signature du concordat de 1801, il est un des premiers évêques à se démettre et il meurt le 10 février 1802 à Rijeka (italien : Fiume) dans l'actuelle Croatie.